# Rune Ertsås
Rune Ertsås (født 24. maj 1987) er en norsk fodboldspiller, der spiller for Alta IF. 

## Karriere
Rune Ertsås indledte sin karriere i den norske klub Steinkjer, hvorfra han blev hentet til Molde FK i den norske   Tippeliga. Her fik Ertsås pæn succes, hvilket resulterede i 12 scoringer og tre kampe for Norges U/21 landshold. 
Ikke desto mindre valgte Molde FK i foråret 2010 at udleje Ertsås til Sandefjord Fotball i Tippeligaen. Her gik karrieren lidt i stå for den talentfulde nordmand, der kun klarede at score 2 mål i 16 kampe for den sydnorske klub.
Den 6. august 2010 underskrev Rune Ertsås en to-årig kontrakt med Vejle Boldklub med henblik på at bringe karrieren tilbage på ret spor. Ifølge klubbens hjemmeside har man blandt andet hentet nordmanden til Danmark pga. hans gode dybdeløb .